# Штайнхёринг
Штайнхёринг (нем. Steinhöring) — община в Германии, в земле Бавария. 
Подчиняется административному округу Верхняя Бавария. Входит в состав района Эберсберг. Население составляет 3912 человек (на 31 декабря 2010 года). Занимает площадь 36,29 км².